# El hombre olvidado
El hombre olvidado es una película de Argentina en 16 mm. dirigida por Mario Cañazarez sobre su propio guion que se produjo en 1981 y nunca fue estrenada comercialmente. Tuvo como actor principal a Oscar Ramón Quiroga y el director de fotografía fue el futuro director de cine Aníbal Di Salvo.
Oscar Quiroga es el autor de la obra El malevaje extrañao que Sergio Renán dirigió para Teatro Abierto.

## Sinopsis
Un barrendero afecto a la bebida es despojado por este motivo de su tarea y enviado a trabajar en la perrera de la ciudad.

## Reparto
- Oscar Quiroga

## Comentarios
La Nación opinó el 2 de agosto de 1983:

«La definición que nace inmediatamente de los espectadores que asisten a la visión de El hombre olvidado es que se trata de un film neorrealista.»

El Heraldo del Cine escribió:

«Cañazares no quiere saber nada con lo paisajístico, la recreación folklórica ni lo que se vende como tipismo turísticos, quiere que sus personajes sean salteños pero con los problemas de cualquier trabajador en una zona periférica de cualquier ciudad argentina.»